# Tephrocacteae
Tephrocacteae Doweld è una tribù di piante della famiglia delle Cactacee (sottofamiglia Opuntioideae).

## Tassonomia
Questa tribù comprende i seguenti generi::
- Austrocylindropuntia Backeb.
- Cumulopuntia F.Ritter
- Maihueniopsis Speg.
- Pterocactus K.Schum.
- Punotia D.R.Hunt
- Tephrocactus Lem.